# Canthon heyrovskyi
Canthon heyrovskyi là một loài bọ cánh cứng trong họ Bọ hung (Scarabaeidae).